# Голичич, Боштьян
Боштьян Голичич (словен. Boštjan Goličič; род. 12 июня 1989, Крань) — словенский хоккеист, левый нападающий. Играл в сборной Словении. Младший брат хоккеиста Юрия Голичича.

## Достижения

### Клубные
- Чемпион Словении: 2012 (ХДД Олимпия Любляна)
- Чемпион Франции: 2014 (Дьябль Руж де Бриансон), 2015 (Рапас де Гап)
- Победитель Кубка Франции: 2013 (Дьябль Руж де Бриансон), 2017 (Гренобль Метрополь 38)

### В сборной
- Победитель первого дивизиона чемпионата мира: 2010 (группа B), 2012, 2014 (оба — группа A)